# Willian Pozo-Venta
Willian Pozo-Venta Angell (sinh ngày 27 tháng 8 năm 1997) là một cầu thủ bóng đá người Cuba hiện tại đang thi đấu ở vị trí tiền đạo cho câu lạc bộ KTP tại Veikkausliiga. Từng là tuyển thủ trẻ của Na Uy, anh đại diện cho Đội tuyển bóng đá quốc gia Cuba.

## Sự nghiệp thi đấu

### Đầu sự nghiệp
Vào năm 2015, Pozo-Venta thử việc tại câu lạc bộ Stoke City sau khi chơi cho học viện trẻ của Metz. Trước mùa giải 2018, anh ký hợp đồng với câu lạc bộ Zimbru Chișinău từ Follo. Tiếp đó, trước mùa giải 2020, anh ký hợp đồng với câu lạc bộ Strømmen tại Na Uy. Vào ngày 27 tháng 8 năm 2021, anh chuyển đến câu lạc bộ Notodden ở Giải hạng hai Na Uy.

### KTP
Vào ngày 13 tháng 1 năm 2023, Pozo-Venta ký hợp đồng một năm với câu lạc bộ KTP tại Veikkausliiga.

## Sự nghiệp quốc tế
Sinh ra ở Cuba, Pozo-Venta chuyển đến Na Uy năm 4 tuổi, và đã từng là tuyển thủ trẻ quốc tế của Na Uy.. Anh có trận ra mắt quốc tế cho Cuba trong chiến thắng 5–0 trước Quần đảo Virgin thuộc Anh tại Vòng loại Giải vô địch bóng đá thế giới 2022 vào ngày 2 tháng 6 năm 2021.

## Bàn thắng quốc tế
| # | Thời gian            | Địa điểm                                                    | Đối thủ   | Ghi bàn | Kết quả | Giải đấu                        |
| - | -------------------- | ----------------------------------------------------------- | --------- | ------- | ------- | ------------------------------- |
| 1 | 11 tháng 11 năm 2021 | Sân vận động bóng đá quốc gia Nicaragua, Managua, Nicaragua | Nicaragua | 3–0     | 3–0     | Giao hữu                        |
| 2 | 5 tháng 6 năm 2022   | Sân vận động Antonio Maceo, Santiago de Cuba, Cuba          | Barbados  | 1–0     | 3–0     | CONCACAF Nations League 2022–23 |